# ژرمی تولالان
ژرمی تولالان (فرانسوی: Jérémy Toulalan‎؛ زادهٔ ۱۰ سپتامبر ۱۹۸۳) بازیکن فوتبال اهل فرانسه است. وی برای تیم ملی فرانسه بازی کرده‌است.
از باشگاه‌هایی که در آن بازی کرده‌است می‌توان به نانت، لیون، مالاگا، موناکو و بوردو اشاره کرد.